# Virginia de Medici
Virginia de' Medici, född 1568, död 1615, var en hertiginna av Modena, Ferrara och Reggio; gift med hertig Cesare av Este, Ferrara och Reggio. Hon var regent under sin makes frånvaro år 1601.

## Biografi
Virginia föddes som illegitim dotter till Cosimo de Medici och Camilla Martelli. Hennes föräldrar gifte sig morganatiskt 1570, och hon blev legitimerad genom särskilt beslut vid två års ålder. Hennes far abdikerade till förmån för sin bror Francesco I de' Medici. När han avled 1574 spärrades Virginias mor in i kloster av hennes fars familj, medan Virginia själv omhändertogs av sin farbror.

### Giftermål
När Virginia blev myndig började seniora medlemmar hos medicéerna förhandlingar med släkten Sforza om hennes äktenskap. Hon var förlovad med Francesco Sforza, greve av Santa Fiora, men bröllopet ägde inte rum eftersom brudgummen valde en kyrklig karriär och blev kardinal. Sedan beslutades det att gifta bort henne med en representant för huset Este. Denna allians skulle förbättra relationerna mellan de två familjerna och bryta isoleringen av Storhertigdömet Toscana från andra italienska stater.
Virginia gifte sig 6 februari 1586 i Florens med Cesare av Este, som var tronföljare till sin barnlösa kusin Alfonso II av Este, hertig av Modena, Ferrara och Reggio. För att hedra bröllopet ägde premiären av komedin "Fidos vän" rum i Florens med ett mellanspel till verser och musik av Giovanni Bardi och musik av Alessandro Striggio och Cristofano Malvezzi, och poeten Torquato Tasso tillägnade kantaten till de nygifta. I slutet av februari 1586 anlände Virginia och Cesare till Ferrara, där de bosatte sig i Palazzo Diamanti. Paret fick sex söner och fyra döttrar. Virginia besökte sin familj i Florens vid åtminstone två tillfällen, 1589 och 1592.

### Hertiginna av Modena
Den 27 oktober 1597 avled Alfonso II av Este, och hennes make Cesare ärvde titlarna hertig av Modena, Ferrara och Reggio av sin farbror. Hans arv godkändes av kejsaren, men däremot inte av påven, som år 1598 lät förklara hertigdömet Ferrara upplöst. Hertigdömet flyttade då sin huvudstad från Ferrara till Modena.
Från 1596 och framåt led Virginia av någon form av psykiska besvär, som ska ha orsakat anfall av vansinne. Mellan dessa perioder ska hon dock ha varit fullt frisk och beskrivs som fullt kompetent att klara av både rollen som hertiginna för ett hov liksom härskare. I januari 1601, när hennes make gjorde en resa till Reggio, utnämnde han henne till regent i Modena under sin frånvaro. Hon ska ha klarat av uppdraget väl; under sin tid som regent omintetgjorde hon ett försök från Podestà och en domare i Modena att beröva staden självstyret.
Virginias perioder av "vansinne" förvärrades allteftersom och återkom i allt tätare perioder. Hon ska ha haft svårighet att kontrollera ilska, och under sina vredesutbrott ska hon ha blivit våldsam. I mars 1608, när hennes biktfader jesuiten Jerome Bondinari kallade henne besatt av en demon, attackerade hon honom fysiskt och misshandlade honom med käpp. Hennes psykiska besvär ansågs vara orsakade av besatthet, och hon utsattes för exorcism. Under denna behandling framgick det att hennes vredesutbrott hade orsakats av att hon hade tvingats ingå ett arrangerat äktenskap mot sin vilja med en man hon inte tyckte om och som ständigt var otrogen. Exorcismen ska inte ha hjälpt mot hennes psykiska besvär och hon plågades fortfarande av dem fram till sin död. Hon avled 1615 och ryktades ha blivit förgiftad.

## Galleri

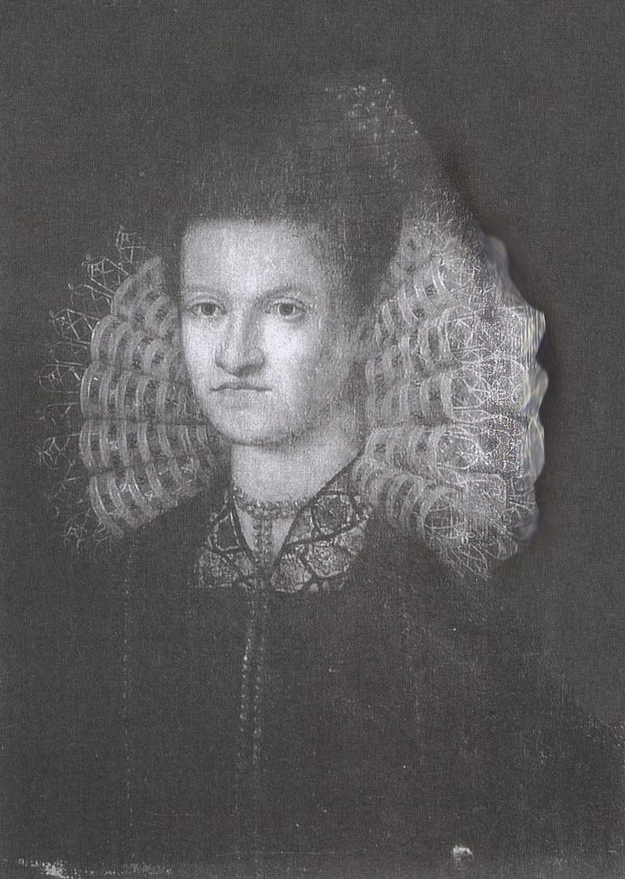
Virginia de Medici